# Crkva sv. Filipa i Jakova u Vukovaru
Crkva svetih Filipa i Jakova župna je crkva u sklopu franjevačkog samostana u Vukovaru. S duljinom od 58 metara, treća je najdulja crkva u Hrvatskoj, nakon zagrebačke i đakovačke katedrale. Nakon teškog stradanja u srpskoj agresiji i okupaciji temeljito je obnovljena, iako su neke rane ostavljene kao podsjetnik na ratno stradanje.

## Povijest
Godine 1723. vukovarski su franjevci počeli graditi novi samostan i crkvu posvećene sv. Filipu i Jakovu. Devet godina kasnije, godine 1732. blagoslovio ju je fra Marko Dragojević, koji je bio začetnik zamisli o gradnji. Godine 1738. posvetio ju je pomoćni pečuški biskup Sigismund Berenyi.
Tijekom 1896. i 1897. po projektu bečkog arhitekta Richarda Jordana baroknoj je crkvi dograđen dio u klasicističkom stilu, čime je ona s gotovo 60 metara duljine postala treća najdulja crkva u Hrvatskoj. Obnovljenu i proširenu ju je posvetio pomoćni đakovački biskup Anđelko Voršak dana 24. svibnja 1899.
Uređenje crkve nastavilo se i u nadolazećim godinama. Tijekom četiri mjeseca godine 1911. oslikana je freskoslikama po mariborskoj Zorattijevoj školi, a godine 1924. iz ljubljanske ljevaonice nabavljena su tri zvona, od kojih je jedno darovala posljednja vukovarska grofica Sofija Eltz.

### Stradanje u Domovinskom ratu
Tijekom srpske opsade Vukovara od kolovoza do studenog 1991. crkva i samostan teško su razoreni u svakodnevnim bjesomučnim bombardiranjima koje su provodile srpske postrojbe i JNA. Nakon pada grada franjevci su dijelili sudbinu preživjelih vukovarskih Hrvata i katolika te su mnogi odvedeni u sabirne logore u Srbiji gdje su mučeni i zlostavljani, a crkva i samostan prepušteni su oskvrnuću, uništenju i pljački.
Neposredno nakon pada Vukovara četnici su barbarski provalili u kriptu crkve gdje su, u potrazi za zlatom i drugim dragocjenostima, isprevrtali sarkofage s posmrtnim ostacima pokojnika koje su razbacali i tako uništili kriptu. U lubanju jednog od pokojnika stavili su cigaretu i potom to postavili na glavni oltar s natpisom „Pripali mi ovo, ovako će sve ustaše da završe“. Zidovi crkve išarani su raznim uvredljivim ćiriličnim natpisima.
Fra Marko Kurolt je 12. prosinca 1991. došao u posve uništeni vukovarski franjevački samostan, kako bi iz razorenog i devastiranog Vukovara spasio vrijedno kulturno blago koje su braća franjevci, spremili u podrume i hodnike samostana, te u kriptu crkve želeći ga zaštititi od uništenja. Zahvaljujući njegovoj požrtvovnosti i mudrosti sačuvane su gotovo sve knjige i ostalo kulturno samostansko blago, kao i umjetnička zbirka Antuna Bauera. Iskoristio je svoja poznanstva kako bi došao do generala JNA, koji su mu omogućili da dođe u razoreni Vukovar i spasi kulturno blago koje se nalazilo skriveno u kripti franjevačkog samostana. Spašeno blago je prevezao u Šid, a onda u Novi Sad i Beograd, a kasnije su te umjetnine vraćene u Vukovar.
No, srpskom okupatoru ni to nije bilo dovoljno iskazane mržnje prema crkvi, a time i prema Hrvatima i katolicima, pa je godine 1995. spaljeno tijelo sv. Bone, zaštitnika grada Vukovara. Kada je postalo jasno da će postupkom mirne reintegracije Vukovar biti vraćen matici Hrvatskoj, Srbi su duž crkve iskopali 22 rupe predviđene da se u njih stavi eksploziv kako bi se crkva u potpunosti sravnila sa zemljom, što je spriječeno intervencijom upravitelja UN-ove prijelazne uprave, Jacques Paul Kleina.

### Poslijeratna obnova
Franjevci su bili među prvim povratnicima u reintegrirani (oslobođeni) Vukovar. Obnova razorene crkve i samostana počela je u siječnju 1999. radovima kojima su osigurani osnovni uvjeti za održavanje misnih slavlja. Uslijedili su zahtjevniji radovi poput gradnje novog krovišta i lijevanja triju novih zvona u Innsbrucku, što je obavljeno 2000. godine. Istodobno su prema očuvanim nacrtima obnovljeni srušeni zidovi, a prema starim slikama izrađeni novi oltari i replike sakramenata. Obnovljenu crkvu posvetio je dana 27. listopada 2013. đakovačko-osječki nadbiskup Đuro Hranić, uz koncelebraciju pet biskupa i četrdeset svećenika.
U crkvi se od 2001. održava božićni koncert HRT-a Tiha noć u Vukovaru.

## Vanjske poveznice
- Članak na stranici župe sv. Filipa i Jakova  Arhivirana inačica izvorne stranice od 8. kolovoza 2020. (Wayback Machine), filipjakov-vu.com (hrv.)